# Cryptotis peruviensis
Cryptotis peruviensis är en däggdjursart som beskrevs av Vivar, Pacheco och Valqui 1997. Cryptotis peruviensis ingår i släktet pygménäbbmöss, och familjen näbbmöss. IUCN kategoriserar arten globalt som otillräckligt studerad. Inga underarter finns listade i Catalogue of Life.
Denna näbbmus förekommer i Anderna i norra Peru och kanske i angränsande områden av Ecuador. Den hittades i regioner som ligger 2050 till 3150 meter över havet. Habitatet utgörs av kyliga molnskogar med träd som blir lika stor som buskar.